# Primula orbicularis
Primula orbicularis là một loài thực vật có hoa trong họ Anh thảo. Loài này được Hemsl. miêu tả khoa học đầu tiên năm 1906.